# Арково-Берег
А́рково-Бе́рег (рос. Арково-Берег) — село (колишнє селище) у складі Александровськ-Сахалінського району Хабаровського краю, Росія.

## Населення
Населення — 38 осіб (2010; 38 у 2002).
Національний склад (станом на 2002 рік):
- росіяни — 84 %